# 孫河
孫河（2世紀—204年），字伯海，吳郡富春縣人。東漢末東吳勢力將領。孫堅族子，統領孫堅親兵，作戰常為前驅，典知內事，被視為心腹。孫堅死後，先後跟隨孫策平定江東及輔助年幼的孫權接任江東基業。後媯覽和戴員密謀唆使邊洪暗殺孫堅三子孫翊，孫河趕往怒斥二人沒盡忠職守，媯覽、戴員二人害怕孫權問罪，決定先下手為強，將孫河殺害。

## 生平

### 常為前驅 典知內事
孫河個性忠直，說話謹慎，辦事敏捷。有氣魄和才幹，能服勤苦之事。
孫河自少跟隨孫堅出征，作戰時常擔任前驅，後來領孫堅親兵，典掌軍隊內部之事，被孫堅委以心腹之任。
初平二年（191年），孫堅接受袁術的請求攻打荊州牧劉表，遭黃祖伏擊身亡。長子孫策時年十七歲，襲烏程侯。孫堅侄子孫賁領孫堅餘眾，扶送靈柩。袁術到壽春駐紮屯軍，孫賁前往依附。

### 排除萬難 平定江東
最初孫堅興義兵時，孫策年十餘歲已廣交知名人士，並聽從好友周瑜的意見，將母親遷到廬江，招攬聚合士大夫，江、淮的人都投奔他，徐州牧陶謙十分忌憚孫策。孫堅死後，孫策將父親還葬曲阿，孫策渡江居江都。
孫策在江都時，常拜訪名士張紘，張紘為孫策分析天下大勢，定下平定江東的計劃，孫策為無後顧之憂，將母親及年幼的弟弟們交托給張紘。當時只有呂範和孫河經常伴隨孫策，跋涉辛苦，就算有危難也不會逃避，孫策亦待二人如親戚般，每次升堂，與吳夫人共同宴席。
孫策到壽春請求袁術歸還父親兵馬，袁術以藉口推辭，於是孫策帶著母親吳夫人遷居回到曲阿，與呂範、孫河一起投靠舅父吳景，並依賴吳景召募到了數百人。時涇縣山賊總帥祖郎來襲，孫策差點被祖郎襲殺。孫策聽再求見袁術，袁術將孫堅餘兵千餘人歸還給孫策。
孫策於是以曲阿為據點，先後擊敗以劉繇為首的地方勢力。孫河隨孫策出征，先後平定吳郡和會稽郡。孫策定都吳郡，任命孫河為烏程縣長。

### 輔助少主 討平內亂
建安五年（200年），孫策遇刺不久去世，由時年十九歲的二弟孫權接手江東。時廬江太守李術不服從孫權，與梅乾、雷緒、陳蘭數萬人在集結淮水一帶騷擾破壞，孫權寫信要求李術扣留這些叛逃者。李術公開表示有德見歸，無德見叛，不應復還為由拒絕。
於是孫權用計策寫信給曹操，說嚴象被殺是李術所為，所以不應該理會李術。孫權斷絕李術的援軍後，與孫河、徐琨一起親征叛徒李術於皖城。皖城被孫權包圍，李術向曹操求救，但是曹操沒有到來，一切發展正如孫權所設計的一樣。
李術獨守皖城，城內糧盡只能用泥丸代替食糧充飢，隨即破皖城，李術被梟首，孫權遷徙城裡人及李術部將三萬餘人到江東。孫河拜威寇中郎將，領廬江太守，駐屯京口（今江蘇鎮江）。

### 舉賢任能 提拔吾粲
孫河為烏程縣長時，當時寒門出身的烏程人吾粲，身份還是小吏，孫河卻對吾粲這人深感驚奇。後來孫河成為將軍，能夠自選長吏，表奏吾粲為曲阿丞，升遷為長史，治理地方有名跡。吾粲雖然出於寒門，與同郡陸遜、卜靜等比肩齊聲。孫權為車騎將軍時，召吾粲為主簿，出任為山陰令，後歸還擔任參軍校尉。

### 斥責媯、戴 反為所害
建安九年（204年），丹楊太守孫翊被邊洪殺害，孫河趕到宛陵，憤怒地斥責媯覽和戴員二人，沒有盡責保護孫翊，令邊洪弒主之事發生。
媯覽和戴員相議，認為孫河與孫翊關係疏遠，孫河已如此厲詞譴責，若孫翊次兄孫權來到，二人必死無疑，於是二人決定先下手殺死孫河，密謀叛變，派人迎接揚州刺史劉馥，但沒多久兩人被孫翊的妻子徐氏和舊部孫高、傅嬰擒殺。孫河死後，由表侄孫韶繼承孫河的軍隊。
孫河膝下有四位兒子，長子孫助為曲阿長、次子孫誼為海鹽長，二人皆早卒。三子孫桓，儀容端正，器懷聰朗，博學彊記，能論議應對，孫權常稱為宗室中的顏淵。孫桓先後參加了討關羽及抗劉備之戰，拜建武將軍，封丹徒侯，下督牛渚。四子孫俊，性度恢弘，才經文武，為定武中郎將，屯戍薄落，赤烏十三年卒。

## 姓氏變化
據《三國志吳書孫韶傳》記載，孫河本姓俞，因得到孫策的喜愛，賜姓為孫，列入孫家屬籍。
另《孫韶傳》引《吳書》又說，孫河是孫堅的族子，早初過繼給姑家俞氏，後來再回復孫姓。

## 親屬

### 兒子
- 孫助，孫河長子，官至曲阿長。
- 孫誼，孫河次子，官至海鹽長。
- 孫桓，孫河三子，東漢末和三國時東吳武將，建武將軍，丹徒侯。
  - 孫建，孫桓長子，繼承丹徒侯爵位，官至平虜將軍。
  - 孫慎，孫桓少子，官至鎮南將軍。
    - 孫拯，字顯世，孫慎之子。
- 孫俊，孫河四子，定武中郎將。

### 侄兒
- 孫韶，孫河表侄，本姓俞，東漢末和三國時東吳武將，鎮北將軍，建德侯，後假節領幽州牧。